# Planøkonomi
En planøkonomi er et økonomisk system, hvor produktionen (og dermed beskæftigelsen og investeringerne) og allokeringen af de fremstillede goder i et betydeligt omfang er bestemt af en produktionsplan, der omfatter hele økonomien. En planøkonomi kan være baseret på central eller decentral planlægning. Hvis der er tale om en central planlægning, der er detaljeret og bindende, anvender man begrebet kommandoøkonomi.
Planøkonomier forudsætter ikke en kollektiv ejendomsret til produktionsmidlerne, som det er tilfældet under socialisme, men forbindes ofte hermed. Især forbindes planøkonomier normalt med det økonomiske system i de tidligere kommunistiske lande som Sovjetunionen og dets satellitstater. I dag opfattes kun få lande i verden, som Cuba og Nordkorea, som rene planøkonomier. Også et system som Tysklands økonomi efter nazisternes magtovertagelse i 1933 kan dog opfattes som en planøkonomi; økonomien blev underlagt en 4-årsplan, men med bevarelse af den private ejendomsret. Systemet er også blevet kaldt "centralt styret monopolkapitalisme". Ligeledes kan USA's krigsøkonomi 1941-45, og i det hele taget det økonomiske system i mange krigsførende lande, betragtes som en stærkt centralt styret økonomi.
Ofte opfattes en central kommandoøkonomi som den absolutte modsætning til en helt ureguleret (dvs. laissez faire-)markedsøkonomi. Der findes, såvel indenfor forskellige former for økonomisk teori som blandt verdens nuværende og tidligere eksisterende økonomiske systemer, en række mellemformer mellem disse to yderpunkter. Disse kan omtales som blandingsøkonomier, hvorved ofte forstås et system, hvor de overordnede rammer for de privatejede virksomheder fastsættes af staten, mens det overlades til aktørerne decentralt at fylde rammerne ud.
Begrebet indikativ planlægning (eller retningsgivende planlægning) er en form for "blød" økonomisk planlægning, hvor staten forsøger at koordinere de forskellige aktørers adfærd for at undgå problemer som følge af informationsasymmetri. Koordineringen sker ikke ved ordrer og tvang, men f.eks. ved hjælp af forskellige økonomiske incitamenter som subsidier eller afgifter. Indikativ planlægning opstod i Frankrig efter 2. verdenskrig, hvor institutionen Commission General du Plan blev oprettet for at forestå denne samordning. Siden de økonomiske reformer i Kina i 1978 har Kina officielt haft en "socialistisk markedsøkonomi", der også kan karakteriseres som en blandingsøkonomi. ("Statskapitalisme" er et andet navn, som det kinesiske system har fået påhæftet).
Oprindelsen til ordet "planøkonomi" tilskrives den svenske diplomat og økonom Dag Hammarskjöld.